# Podulmorinus
Podulmorinus — род цикадок из отряда Полужесткокрылых.

## Описание
Цикадки длиной около 5 мм, встречающиеся на ивах. Голова спереди треугольная, широкая. Боковой край лица выпуклый. Постклипеус сравнительно широкий. Переднее крыло с 3 субапикальными ячейками, внешняя - длинная. Для СССР указывалось около 7 видов. 
- Podulmorinus opacus
- Podulmorinus equus